# Verbascum nisus
Verbascum nisus är en flenörtsväxtart som beskrevs av Adrien René Franchet. Verbascum nisus ingår i släktet kungsljus, och familjen flenörtsväxter. Inga underarter finns listade i Catalogue of Life.